# Leptoria phrygia
Leptoria phrygia är en korallart som först beskrevs av Ellis och Daniel Solander 1786.  Leptoria phrygia ingår i släktet Leptoria och familjen Faviidae. IUCN kategoriserar arten globalt som nära hotad. Inga underarter finns listade i Catalogue of Life.